# Atletismo Sudamericano
Atletismo Sudamericano, in precedenza Confederación Sudamericana de Atletismo – CONSUDATLE, è la federazione continentale che governa l'atletica leggera in America meridionale.
Ha sede a Manaus, in Brasile, ed organizza i campionati sudamericani di atletica leggera ed altre competizioni continentali. È una delle sei federazioni continentali che fanno parte della World Athletics.

## Storia
Fondata nel 1918, è la federazione continentale più longeva.

## Consiglio federale
- Presidente:
  -  Helio Marinho Gesta de Melo[1]
- Vice presidente senior:
  -  Wilfredys Leon
- Vice presidenti:
  -  Myrta Doldan
  -  Lionel de Mello
  -  Ricardo Sasso
  -  Ramiro Varela
- Tesoriere:
  -  Miguel Brandão Câmara
- Direttore dello sviluppo:
  -  Juan Alberto Scarpín
- Membri:
  -  Manuel Bravo
  -  Juan Luís Carter
  -  Oscar Fernandez

## Presidenti
1. Carlos Fanta T.: 1918 - 1919
2. Francisco Ghigliani: 1919 - 1920
3. Alfredo W. Betteley: 1920 - 1921
4. Francisco Ghigliani: 1921 - 1936
5. Alfredo W. Betteley: 1927 - 1928
6. Alfredo Benavides Canseco: 1929 - 1930
7. Próspero Alemandri: 1930 - 1931
8. Juan Astengo: 1931 - 1933
9. Luis Mandujano Tobar: 1934 - 1935
10. Luis Aranha: 1936 - 1937
11. Luis Gálvez Chipoco: 1937 - 1960
12. Pedro J. Gálvez Velarde: 1960 - 1989
13. Jacobo Bucaram: 1989 - 1993
14. Roberto Gesta de Melo: 1993 - 2019
15. Helio Marinho Gesta de Melo: 2019 - in carica

## Membri
| Nazione   | Federazione                               |
| --------- | ----------------------------------------- |
| Argentina | Confederación Argentina de Atletismo      |
| Bolivia   | Federación Atlética de Bolivia            |
| Brasile   | Confederação Brasileira de Atletismo      |
| Cile      | Federación Atlética de Chile              |
| Colombia  | Federación Colombiana de Atletismo        |
| Ecuador   | Federación Ecuatoriana de Atletismo       |
| Guyana    | Athletics Association of Guyana           |
| Panama    | Federación Panameña de Atletismo          |
| Paraguay  | Federación Paraguaya de Atletismo         |
| Perù      | Federación Deportiva Peruana de Atletismo |
| Suriname  | Surinaamse Atletiek Bond                  |
| Uruguay   | Confederación Atlética del Uruguay        |
| Venezuela | Federación Venezolana de Atletismo        |

## Competizioni
- Campionati sudamericani di atletica leggera
- Campionati sudamericani di atletica leggera indoor